# Оммер де Гелль, Ксавье
Игнас Ксавье Моран Оммер де Гелль (фр. Ignace Xavier Morand Hommaire de Hell), более известный как Ксавье Оммер де Гелль (родился 24 ноября 1812 года в Альткирхене — скончался 29 августа 1848 года в Исфахане) — французский географ, инженер и путешественник, проводивший исследования в Турции, южной России и Персии.

## Биография
После окончания школы в Альткирхене и Дижоне Оммер в 1833 году окончил Высшую Горную школу в Сент-Этьене по специальности инженер. Там он встретил Адель Эрио, на которой женился в 1834 году. В октябре 1835 года он отправился в Турцию, где координировал строительство подвесного моста в Константинополе и маяка на берегу Чёрного моря.
В 1838 году Оммер прибыл на юг России, где надеялся на помощь своего соотечественника, генерала К. И. Потье, в организации этнографических исследований и географических изысканий. После того, как он обнаружил запасы угля на реке Днепр, царь Николай I наградил его Владимирским крестом. При финансовой и организационной поддержке генерал-губернатора Кавказа графа М.С. Воронцова Оммер пять лет изучал юг России, путешествуя вместе с женой Адель.
В 1842 году, работая на горнодобывающих и дорожных объектах в Молдавии, Оммер заболел и вернулся во Францию. В следующем году он стал членом Географического общества и Геологического общества и опубликовал ряд научных статей. В 1844 году Географическое общество наградило его золотой медалью.
С помощью жены он выпустил трёхтомник Les Steppes de la mer Caspienne («Степи Каспийского моря, Кавказ, Крым и Южная Россия», 1843—1845).
В 1845 году учёный был награждён орденом Почётного легиона.
Получив грант в размере 3000 франков в год от Министерства торговли и сельского хозяйства, он вместе с женой и художником Жюлем Лораном отправился в длительное путешествие на Восток. В Турции он написал отчеты о торговле в Босфоре и Чёрном море, прежде чем отправиться в Персию. Поскольку он ожидал, что путешествие будет трудным, он отправил жену обратно во Францию, путешествуя только с Лораном. В июне 1847 года они отплыли в Трабзон и в ноябре того же года вошли в Персию через Диярбакыр и озеро Ван. В феврале 1848 года Оммер наконец прибыл в Тегеран, перенеся по дороге холеру и офтальмию. С помощью французского посла он встретился с Мохаммад Шахом Каджаром, который поручил ему изучить возможность строительства канала, доставляющего воду из реки Шахруд на равнину Саводжболаг. Оммер уехал в Мазендаран в мае 1848 года, где провёл исследования, в том числе исследование мечети Варамина. Он вернулся в Тегеран, чтобы завершить свои исследовательские заметки, а затем отправился в Исфахан. Он прибыл туда тяжело больным и умер через две недели, 29 августа 1848 года. Лоран отправил его записи в Париж жене, которая составила полный отчёт о путешествиях (1856—1860), субсидированных французскими властями.